# Етьєнн Мегюль

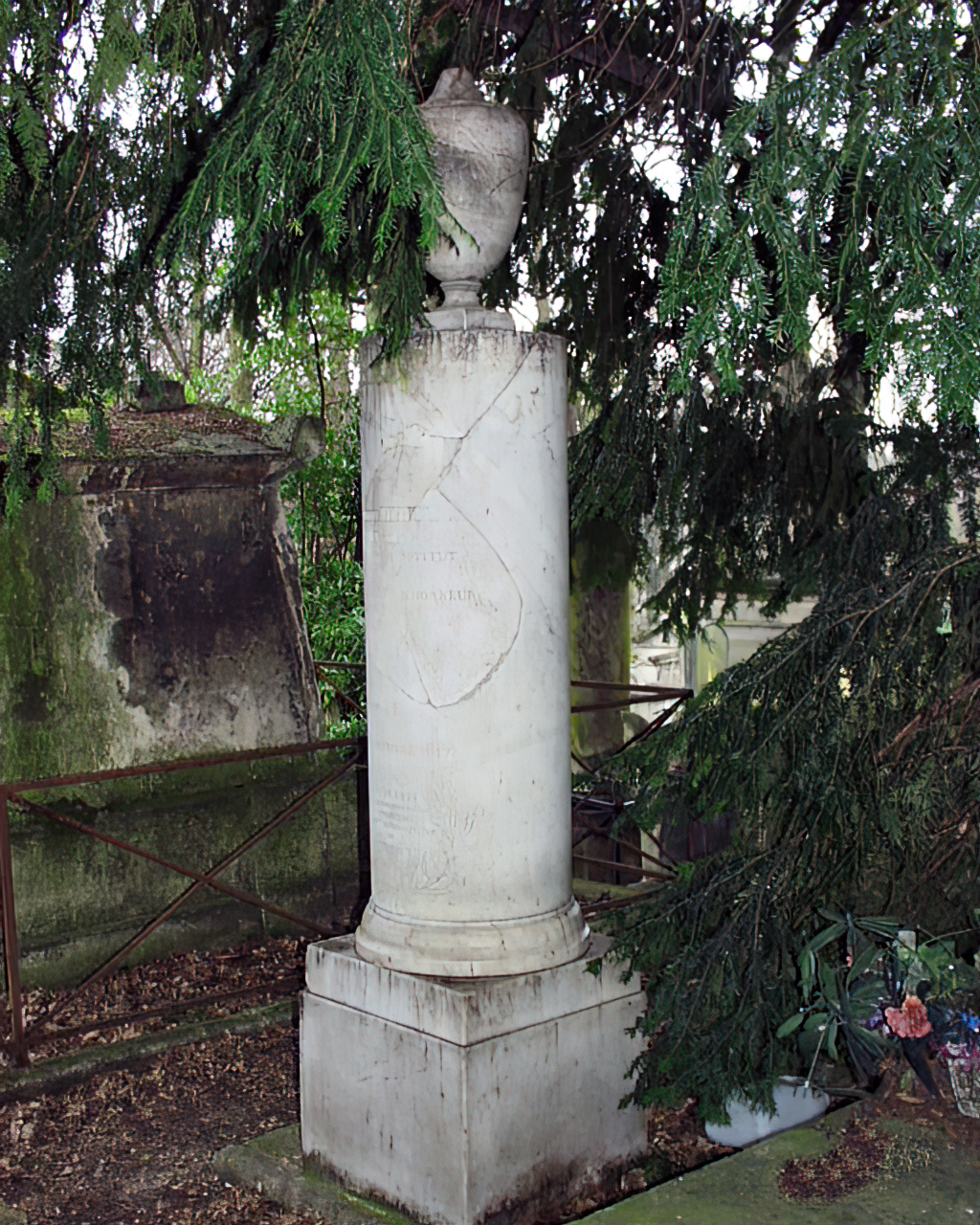
Могила Мегюля в Парижі

Етьєн Ніколя Міюль (фр. Étienne-Nicolas Méhul 22 червня 1763 — 18 жовтня 1817, Париж) — французький композитор.  

## Біографія
Син виноторговця (за іншими даними шинкаря). Починав навчатися музики в місцевого органіста, після смерті якого в 10 років став виконувати обов'язки органіста при церкві францисканців в рідному місті. 
Професійну освіту здобув в Парижі на межі 1770—1780-х рр. під керівництвом Жана Фредеріка Едельмана. З 1783 року публікував власні фортеп'янні п'єси, в 1790 році побачила світ перша опера Мегюля «Ефросіна і Корадіна», яка була поставлена в Італійському театрі, що зробило його відомим композитором. 
Надалі його творча кар'єра була пов'язана переважно з оперною сценою. Пік популярності Мегюля був в останньому десятилітті XVIII століття, а потім популярність пішла на спад. Мегюлеві належить заслуга подальшого розвитку комічної опери — замінивши героїчний і мітологічний сюжет простою людською драмою. В цілому Мегюлеві належить більше 40 опер, три балети, а також шість симфоній та різна інструментальна музика. Останній драматичний твір Мегюля — «Valentine de Milane» («Валентина Міланська»), комічна опера в трьох діях, була поставлена в театрі Опера-Комік лише через п'ять років після смерті автора в 1822 році. Популярністю користується написана ним на слова Жозефа Шеньє в 1794 році «Похідна пісня», яка була навіть названа сестрою «Марсельєзи» .
Є одним з організаторів Національного музичного інституту в Парижі. У 1795 році, коли інститут був перетворений в Музичну консерваторію (фр. Conservatoire de musique) Мегюль був першим призначений на пост інспектора викладання (фактично співдиректора) — пост, який разом з ним займали Ґретрі, Госсек, Лесюер і Керубіні. З цього часу він брав активну участь у всіх роботах нової школи і викладанні, в проведенні національних свят. Найвідомішим його учнем був Фердінан Герольд. 
Мегюль пристрасно захоплювався квітами, завдяки чому став відомий професійним садівникам, які прозвали його «божевільним тюльпаністом», цвітіння яких «було для його очей тим же, чим музика Моцарта і Глюка для його слуху».[джерело не вказане 2349 днів]
Помер Мегюль 18 жовтня 1817 року в Парижі від хвороби легенів. 

## Твори
- 1807, Театр Фейдо — «Йосиф в Єгипті», опера на лібретто Олександра Дюваля